# Grabstätte der Familie Wang am Xiangshan-Berg
Der Grabstätte der Familie Wang am Xiangshan-Berg (chinesisch 象山王氏家族墓地, Pinyin Xiàngshān Wángshì jiāzú mùdì) in den nördlichen Vororten von Nanjing in der chinesischen Provinz Jiangsu ist die Grabstätte von Wang Xingzhi 王兴之, seiner Frau Song Hezhi 宋和之 und weiteren Familienmitgliedern aus der Zeit der Östlichen Jin-Dynastie.
Wang Xingzhi war ein Cousin von Wang Xizhi (ca. 303–ca. 361), einem der berühmtesten Kalligraphen in der chinesischen Geschichte.
Die Grabstätte der Familie Wang am Xiangshan-Berg (Xiangshan Wangshi jiazu mudi) steht seit 2006 auf der Liste der Denkmäler der Volksrepublik China (6-248).

## Epitaph
Das Epitaph auf dem Grab von Wang Xingzhi und seiner Frau ist ein kalligraphisches Werk aus der Zeit der Östlichen Jin-Zeit. Es gibt Wang Xingzhis Todes- und Begräbnisdaten an und seinen Rang als Militär der Jin-Dynastie. Er wurde 340 begraben, seine Frau 348.